# Steve Lewis
Steven Earl Lewis (Los Angeles, 16 de maio de 1969) é um ex-velocista, recordista mundial e campeão olímpico norte-americano.
Começou a correr os 400 m rasos no curso secundário e em 1988, aos 19 anos, entrou para a UCLA, onde, como calouro, teve o melhor ano de sua carreira, como júnior e como adulto, a nível nacional e internacional. Até então ele tinha a marca de 45s76 para a distância, conseguida no campeonato americano júnior de 1987, mas pegou todos os observadores de surpresa quando na primavera venceu as quartas de finais da seletiva americana para Seul 1988 com novo recorde mundial júnior de 44s61 e baixou novamente esta marca na semifinal do dia seguinte, com 44s11. Apesar da espetacular performance, ele ficou apenas em terceiro lugar na final, com 44s37, perdendo para velocistas mais velhos como Butch Reynolds e Danny Everett; mesmo assim, conseguiu a terceira vaga para disputar os 400 m em Seul.
Em Seul, Reynolds, recordista mundial e vencedor da seletiva americana, era o franco favorito para a medalha de ouro e ninguém realmente acreditava que Lewis tivesse alguma chance. Na final, porém, ele largou com velocidade, disparando do grupo e forçando o tempo todo enquanto Reynolds se poupava para os metros finais. Mesmo com Reynolds chegando perto no final, Lewis cruzou a linha de chegada em primeiro lugar, tornando-se campeão olímpico e estabelecendo novo recorde mundial júnior, 43s87. Três dias depois, ele conquistou outra medalha de ouro, integrando o revezamento 4x400 m com Reynolds, Everett e Kevin Robinzine, igualando o recorde mundial da prova de 2:56.16, existente desde os Jogos da Cidade do México 1968.
No fim de 1988, Lewis havia conseguido o que, ainda em 2015, são seis das dez melhores marcas de atletas juniores para os 400 m rasos em todos os tempos.
Em Barcelona 1992 ele voltou a competir nos 400 m e ficou com a medalha de prata, perdendo para o compatriota Quincy Watts, mas colecionou sua terceira medalha de ouro olímpica integrando o revezamento 4x400 m campeão com Watts, Andrew Valmon e Michael Johnson, que desta vez quebrou o recorde mundial e estabeleceu a nova marca de 2:55.74.
A partir de Barcelona a carreira de Lewis entrou numa curva descendente, causada por contínuas lesões e viroses e ele não mais participou de torneios internacionais de vulto. Em 2004 foi introduzido no UCLA Hall of Fame.